# Pierre Darmon
Pierre Darmon (Tunis, 14 de Janeiro de 1934) é um ex-tenista profissional francês.

## Grand Slam finais

### Simples: 1 (0-1)
| Resultado | Ano  | Campeonato    | Piso   | Oponente    | Placar             |
| Vice      | 1963 | Roland Garros | Saibro | Roy Emerson | 3–6, 6–1, 6–4, 6–4 |

### Duplas: 1 (0-1)
| Resultado | Ano  | Campeonato | Piso  | Parceiro            | Oponentes                    | Placar             |
| Vice      | 1963 | Wimbledon  | Grama | Jean-Claude Barclay | Antonio Palafox Rafael Osuna | 4–6, 6–2, 6–2, 6–2 |